# 牌楼街道 (重庆市)
牌楼街道，是中华人民共和国重庆市万州区下辖的一个乡镇级行政单位。

## 行政区划
牌楼街道下辖以下地区：
牌楼社区、袁家墩社区、搭马桥社区、太平社区、观音岩社区、印合石社区、万安社区、大河沟社区和石峰村。